# Anegats
Anegats és un grup mallorquí nascut el 1994 que es caracteritza per la seva música festiva i per les seves lletres divertides i que parlen de l'amor i les arrels de Mallorca. Amb set àlbums al mercat s'ha consolidat com un dels grups emergents i més populars del pop-rock illenc.

## Història
L'any 1994 neix el grup Anegats a Son Servera. Trobem els seus orígens com un grup adolescent d'institut que es torna a reunir després d'acabar els seus respectius estudis superiors. Dins aquest context sorgí la idea de formar un grup de música: cinc amics de colla van decidir emplenar el temps lliure amb una banda que els fes passar bons moments. Així, es van comprar instruments, van anar a classes de guitarra i van convèncer a en Jaume, bateria de tota la vida del grup, que se'n comprés una i aprengués a fer-la sonar. Els artífexs d'aquest començament foren en Pep, en Jaume, en José Juan, en Joan Sard i en Joan Massanet. D'aquesta època sobrevisqueren temes com "I ara què", "Vell marí" o "Els amics que se'n van". Vinculats a l'edat que tenien, 15 anys. Aquesta primera etapa durà dos anys, temps que van aprofitar per fer alguns concerts a Manacor, Son Servera i Petra. Tot i això, en Pep i en José Juan van haver de partir cap a Barcelona per estudiar les seves respectives carreres. Anegats va quedar aparcat temporalment. Segons ells, mai no pensaven que, sis anys més tard, tornarien a penjar-se els instruments i li donarien a aquest grup una segona oportunitat.
Així, ja l'any 2003, acabats els estudis i nouvinguts a s'illa que els va veure néixer, va sorgir la idea de fer una maqueta per recordar els anys joves, una maqueta sense ànim de lucre, per regalar als amics a un preu qualsevol. Per a aquest projecte van "contractar" a Paco González, que segons ells, era la font d'il·lusió i optimisme que necessitava el grup. Paco, baixista, era amic d'en Jaume i es coneixien de la universitat. És "Berro", com el coneixen dins el grup, va escoltar els temes, li van encantar i no va dubtar a acompanyar a en Pep, en José Juan i en Jaume en aquesta aventura. Així, a l'estiu del 2003 enregistraren una maqueta a l'estudi Rustic Studios, del productor Dani Ambrojo.
La discogràfica Blau va accedir i va escoltar els temes. Blau els va donar un espai de temps per fer més temes i reconvertir la maqueta en un disc.
El primer disc compta amb 11 cançons escrites entre els anys 1994 i 2004. Hi col·laboraren en Toni Moragues (flauta) i Jaume Sastre (flaviol i tamboríno) i el disc continuà essent produït pel conegut Dani Ambrojo. Van aconseguir vendre més de 1500 discs, i el seu primer single, Es missatge és clar, va sonar a gairebé totes les emissores de l'illa incloent els 40 Principals.
El mateix Dani Ambrojo, productor del disc, va introduir alguns teclats i per poder efectuar els directes, van haver de trobar un teclista. Aquí és quan entra en escena en Tomeu "Calet", com a teclista. Ara, Anegats tornaven a ser cinc. Varen començar a presentar el disc a Ruberts a l'abril del 2003. Es tractava d'un concert benèfic per protestar contra la urbanització que s'hi volia construir i que podia destruir un idíl·lic llogaret mallorquí. Al concert de Ruberts el seguiren molts d'altres, un total de més de 16 concerts en cinc mesos.
Segons ells, el seu secret és:
| «         | Anam fent, disfrutam, no tenim fites ni objectius per assolir, passar-ho bé noltros i fer-ho passar bé a la resta, això perseguim. No ens sentim grup revelació, ni una promesa en el pop-rock mallorquí i/o català. Transmetre sentiments i despertar a través de ses nostres cançons emocions en la gent. | » |
| — Anegats | |   |

Després d'aquesta bona acceptació del públic mallorquí, ve quan es plantegen gravar un nou disc, amb noves cançons. Comenten que els va dur rialles, suor i llàgrimes preparar-lo. Neix així, Mons diferents que compta amb 13 temes, entre els quals es tracten temes com la immigració, la guerra, les injustícies i sempre, com a element intrínsec de la temàtica, l'amor, bé sigui cap a una persona estimada, cap a la família, o cap al paisatge, els costums mallorquins o la manera de ser dels illencs. Cada nit es va proposar com el primer senzill d'aquest disc. Per aquesta nova passa, torna a comptar amb Dani Ambrojo a la producció. Aquest segon treball madura tant en la temàtica com en el so, que es diversifica més en la instrumentació: Tomeu Pons (flaviol), Xisco Huguet (gaita gallega) i Marisa Rojas (gabellina). L'àlbum es destaca pels temes "Cada nit" i "Paraula de senyor". Dia 23 d'abril de 2005, dia de Sant Jordi, presenten aquest segon treball al teatre d'Artà. Més de 200 persones varen vibrar i ballar amb les seves noves cançons.
Una setmana més tard presentaren Mons diferents a la Sala Assaig de Palma. També aconseguiren omplir el recinte palmesà. A aquests dos grans concerts els seguiren altres com Son Servera, Manacor, Mancor, Felanitx, Sant Llorenç, Capdepera, Sant Joan, novament Felanitx i molts altres pobles.
Al concert del Rock'n'llengua 2004, varen gravar el seu primer videoclip. Aquest, va sortir a Televisió de Catalunya, Valenciana i televisions de Balears.
Llavors van agafar-se uns mesos de descans per pròximament tornar als escenaris. Van actuar a les festes de Sant Sebastià. Aquest concert donava el tret de pistola a una cursa de concerts que es preveia llarga i intensa. I així va ser. A l'estiu del 2006 van mostrar la seva música per Alaró, Campanet, Festival Brot 06 a Palma, Calonge, Esporles a l'Acampallengua, Inca, Manacor, Porreres, Felanitx, Sant Elm, Sant Llorenç, Selva, Sineu, Son Servera, Menorca i molts més.
Es Missatge és clar (la cançó que els va donar a conèixer) va ser triat com a himne de la Challenge Mallorca 07, la volta ciclista a l'illa celebrada al Febrer d'aquell any.
Al març del mateix any actuen al Col·legi La Salle de Palma en un festival en benefici de l'ONG Proideba. Aquest acte buscava recaptar fons per desenvolupar un projecte de promoció educativa i social al barri marginal de San Francisco, a Zé Doca (Brasil).
Al maig del 2007, actuen a la Diada per la Llengua a Palma, organitzada per l'Obra Cultural Balear. Igualment, a l'octubre de 2007, van actuar a la vuitena Trobada de Músics per la Llengua, organitzada per Músics per la Llengua i celebrada a Porreres juntament amb altres 43 grups illencs.
Caminar entre Gegants (Blau, 2007), fou el següent disc. És l'agraïment del grup als seus molts seguidors a les illes. Els confirma com un grup de directe entusiasta i una de les formacions emergents del rock illenc. Són 14 cançons, un disc molt llarg, dels més llargs que s'han fet a les Illes en molts d'anys. Volien que perdures i que donés una visió molt més seriosa al grup. El títol del CD, expliquen els Anegats, reflecteix la situació actual dels membres del grup, més a prop dels trenta que dels vint anys, tots amb parella, feina fora de la música i hipoteques. D'altra banda, una segona interpretació per als gegants, són els grans músics que tenen les illes, és com un petit homenatge tant a músics de rock i altres estils, com de músics de cambra, entre els quals caminen, mirant molt per damunt les espatlles, amb humilitat i admiració.
Varen pegar el bot al Principat, per presentar les noves cançons a Lleida, on feren sonar les seves cançons al Senglar Rock, el festival de música en català més important dels Països Catalans.
Al desembre d'aquest mateix any, participen juntament amb altres formacions a un concert per l'esclerosi a la Sala Assaig. Així també prengueren part, a la gala de final d'any de Televisió de Mallorca.
Seguint la tradició, participen en la novena edició de l'Acampallengua organitzat per Joves de Mallorca. La IX Trobada de Músics per la Llengua, al juliol de 2008, és un altre acte en què no podien faltar, i van ser presents a Esporles, localitat on se celebrava aquesta edició.
El 2009 van crear la cançó "Tornam a Europa" en commemoració al club mallorquí Reial Club Deportiu Mallorca, que a la temporada següent (2010-2011) havien de jugar aquest any a Europa, però en un cas polèmic, la federació de futbol (RFEF) conjuntament amb la UEFA decidiren que no participés a causa dels deutes i a l'entrada en llei concursal.
Prova i error, el cinquè treball discogràfic d'Anegats, a prop de complir una dècada de trajectòria musical, i amb més de 10.000 còpies venudes dels seus anteriors treballs, van enregistrar el disc més potent i directe que han ofert fins aleshores. Anegats canviaren de productor musical per oferir un so molt més cru sense allunyar-se de la frescor i sinceritat que va caracteritzar els seus inicis. El manacorí Juanjo Tur és el nou productor escollit, però els mateixos Anegats assumeixen sense complexos tasques de producció en aquest cinquè treball. Com sempre, llancen al públic un grapat de cançons per despertar en la gent sentiments oposats, emocions i una espurna d'autocrítica politicosocial. Una temàtica terrenal, resultat de les experiències viscudes recentment. Efectivament, la connexió amb el seu públic (que va dels 5 anys fins als 85) és absolutament indiscutible.
El 8 de desembre del 2012, oferiren un concert a Es Gremi -Centre Musical– que serví per a enregistrar el que sería el seu sisè disc, i el primer en directe, anomenat Brou. Fou presentat el 2013.
L'estiu de 2013 decidiren reeditar tots els seus cinc anteriors dics a preus populars.

### Origen del nom
Pel que fa al nom del grup, Anegats, no és gaire segur, però, tenen record que una nit varen sortir per Porto Cristo i van caure dins Es riuet i algú va dir, "Esteim ben anegats...".

## Discografia
| any  | títol                 | discogràfica  |
| ---- | --------------------- | ------------- |
| 2004 | Illenc                | Blau/DiscMedi |
| 2005 | Mons Diferents        | Blau/DiscMedi |
| 2007 | Caminar entre Gegants | Blau/DiscMedi |
| 2009 | Paraules              | Blau/DiscMedi |
| 2011 | Prova i error         | Blau/DiscMedi |
| 2013 | Brou (En directe)     | Blau/DiscMedi |
| 2014 | El fil d'Ariadna      | Blau/Discmedi |
| 2019 | Ànima niu             | Blau/Discmedi |
| 2024 | Sempre                | Blau/Discmedi |